# Municipio de James (Iowa)
El municipio de James (en inglés: James Township) es un municipio ubicado en el condado de Pottawattamie en el estado estadounidense de Iowa. En el año 2010 tenía una población de 219 habitantes y una densidad poblacional de 2,39 personas por km².

## Geografía
El municipio de James se encuentra ubicado en las coordenadas 41°22′28″N 95°26′13″O / 41.37444, -95.43694. Según la Oficina del Censo de los Estados Unidos, el municipio tiene una superficie total de 91.55 km², de la cual 90,85 km² corresponden a tierra firme y (0,77 %) 0,7 km² es agua.

## Demografía
Según el censo de 2010, había 219 personas residiendo en el municipio de James. La densidad de población era de 2,39 hab./km². De los 219 habitantes, el municipio de James estaba compuesto por el 97,72 % blancos, el 0,46 % eran amerindios, el 0,91 % eran asiáticos y el 0,91 % eran de una mezcla de razas. Del total de la población el 0,46 % eran hispanos o latinos de cualquier raza.